# Liste der Monuments historiques in Buno-Bonnevaux
Die Liste der Monuments historiques in Buno-Bonnevaux führt die Monuments historiques in der französischen Gemeinde Buno-Bonnevaux auf.

## Liste der Bauwerke
| Bezeichnung                        | Beschreibung | Standort                        | Kennzeichnung | Schutzstatus | Datum | Bild |
| ---------------------------------- | ------------ | ------------------------------- | ------------- | ------------ | ----- | ---- |
| Kapelle                            |              | Bonnevaux (Lage)                | PA00087844    | Inscrit      | 1950  |      |
| Hypogäum von Champtier des Bureaux |              | Le Champtier des Bureaux (Lage) | PA00087848    | Inscrit      | 1975  |      |
| Hypogäum von Fontaine Saint-Léger  |              | (Lage)                          | PA00087847    | Classé       | 1976  |      |
| Polissoir von Grimery              |              | (Lage)                          | PA00087845    | Inscrit      | 1980  |      |
| Polissoir des Sept coups d’épée    |              | Place de l’Église (Lage)        | PA00087846    | Classé       | 1928  |      |

## Liste der Objekte
- Monuments historiques (Objekte) in Buno-Bonnevaux in der Base Palissy des französischen Kultusministeriums